# 1934年のラジオ (日本)
1934年のラジオ (日本)では、1934年の日本のラジオ番組、その他ラジオ界の動向について記す。

## 主なその他ラジオ関連の出来事
- 6月1日 - 日本放送協会、短波放送による海外向け連絡放送を開始[1]。

## 主な放送番組

### 開始番組

#### 1934年3月放送開始
東京中央放送局第1放送
- 1日 - 聖典講義[2]

#### 1934年4月放送開始
東京中央放送局第2放送
- 2日 - 農村への講座

#### 1934年7月放送開始
東京中央放送局第1放送
- 1日 - ニュース演芸[2]

#### 1934年10月放送開始
東京中央放送局第1放送
- 16日 - 衛生メモ[3]

#### 1934年12月放送開始
東京中央放送局
- 31日 - 明日の歴史[3]